# I canonici di Lu
I canonici di Lu è un dipinto a olio su tela di Pietro Francesco Guala del 1748, conservato al Museo di San Giacomo a Lu Monferrato, di cui costituisce l'opera più importante.
Definito da Enrico Castelnuovo e Carlo Ginzburg "il più bel ritratto di gruppo del Settecento italiano", è considerato il capolavoro del pittore casalese, la cui riscoperta da parte della critica prese origine proprio dall'esposizione del quadro in una celebre mostra fiorentina sul ritratto del 1911.

## Storia e descrizione

### Evento raffigurato
L'opera fu commissionata nel 1748 al pittore, all'epoca principale ritrattista della zona, per celebrare un evento appena accaduto. Tramite i buoni uffici del Datario apostolico di recente nomina ed oriundo di Casale, il futuro cardinale Giovanni Giacomo Millo, l'antico capitolo della collegiata di Santa Maria Nuova, fondata nel 1479 e re-intitolata a San Valerio nel 1721, ottenne da papa Benedetto XIV nell'agosto del 1748 lo speciale privilegio per i suoi canonici di indossare la cappa magna e il rocchetto al posto dell'usuale almuzia. La concessione del privilegio, che rappresentava un riconoscimento dell'importanza della Collegiata di San Valerio, fu un evento molto sentito a Lu e, oltre che con la commissione del quadro al Guala, fu festeggiata, come ricorda un sonetto celebrativo, con una solenne funzione cui seguì un banchetto a cui parteciparono i canonici del capitolo, i maggiorenti di Lu e numerosi gentiluomini di Casale.

### Descrizione e stile

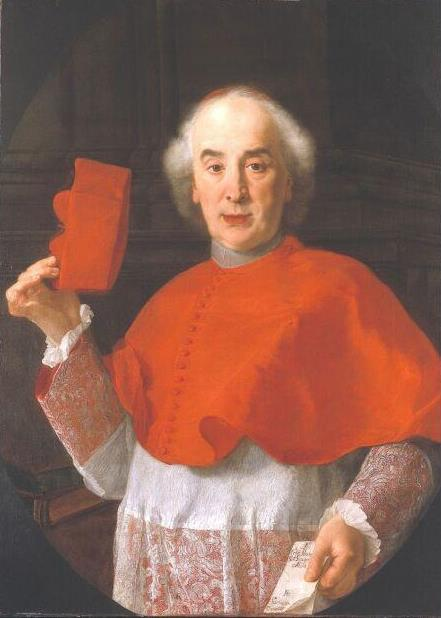
Giovan Giacomo Millo nelle vesti cardinalizie

Il quadro rappresenta i canonici colti nell'atto di scrivere una lettera al datario apostolico Millo per ringraziarlo della mediazione presso il papa. I sette membri del capitolo vestono i nuovi paramenti e sono raffigurati ognuno con varietà di pose e gesti, ad indicare insieme l'entusiasmo per il privilegio ottenuto e il reciproco consultarsi per la stesura della missiva. I loro volti sono vividi ritratti d'intenso realismo che esprimono differenti stati d'animo, dalla concentrazione alla soddisfazione: nelle parole di Giovanni Testori, "un’accolta sorprendentemente arguta di mezzi busti, mossi dalla brezza del loro stesso continuo chiacchierare". A livello cromatico, lo sfondo scuro e l'assenza di altre tinte vivaci servono a concentrare l'attenzione sul rosso delle cappe dei canonici, messe ulteriormente in risalto dalla preziosità dei giochi di luce dovuti alle pieghe della seta di cui sono fatte, e sul bianco delle trine dei rocchetti sottostanti, palesando così l'intento celebrativo della tela.

### Vicende espositive

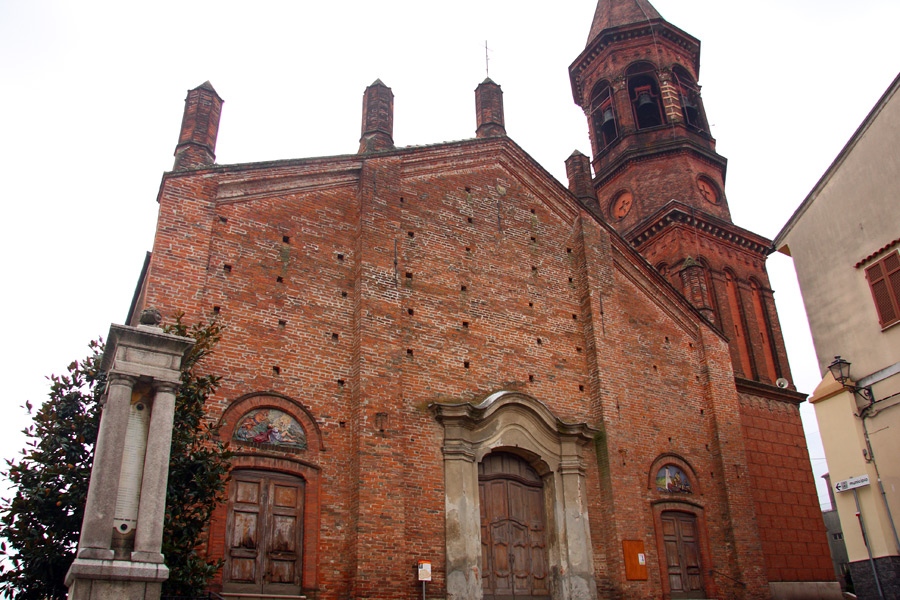
La Collegiata di Santa Maria Nuova di Lu

La tela fu conservata nel salone dei canonici della Collegiata di San Valerio di Lu per più di due secoli, dalla sua realizzazione fino al 1963, anno in cui fu riposta nei depositi del Comune di Casale per motivi di tutela. L'opera, infatti, misconosciuta per via della sua collocazione periferica (tanto che nella sua prima esposizione fu presentata con l'attribuzione dubitativa "Pier Francesco Guala?"), riscosse una sensibile attenzione presso la critica e il grande pubblico in una importante mostra sul ritratto italiano che ebbe luogo a Palazzo Vecchio a Firenze nel 1911, parte delle celebrazioni per il cinquantenario dell'Unità d'Italia.
Quattro anni dopo fu pubblicata in "Arte e storia"; la sua notorietà crebbe con l'esposizione alla mostra di Torino sul barocco piemontese del 1937 e a quella sul Guala del 1954 curata da Giovanni Testori, per giungere alla grande mostra sul barocco piemontese del 1963 a cura di Vittorio Viale, da cui, per volere della Soprintendente Noemi Gabrielli, fu mandata a Casale Monferrato per scongiurare il rischio di furti. Rimase per oltre un trentennio nei depositi del comune fino al termine del riallestimento del Museo Civico locale, riaperto nel 1995. Infine nel settembre 2016, otto anni dopo la costituzione di un museo a Lu, il Museo di San Giacomo, con l'autorizzazione della Soprintendenza il quadro è tornato nel luogo d'origine, in cui è stato accolto con due giorni di celebrazioni.

## Omaggi

### Enologia
Su iniziativa dell'Associazione Culturale San Giacomo di Lu, che ne ha concesso i diritti di riproduzione, nel 2018 è stato dedicato al quadro di Guala un Grignolino in edizione limitata prodotto dai viticoltori Casalone. Il vino, chiamato appunto I Canonici di Lu, riproduce la tela sull'etichetta e riporta nella confezione alcune informazioni sull'opera. L'impresa vinicola produttrice è legata all'evento storico raffigurato nel quadro: il suo fondatore, Pietro Gerolamo Casalone, arrivò nel territorio di Lu nel 1734 come colono e vignaiolo dei marchesi Millo d'Altare, cui apparteneva Giovanni Giacomo Millo, il datario apostolico che ottenne per i canonici il privilegio papale.

### Teatro
Ai canonici ritratti nel dipinto del Guala e alla storia della concessione del privilegio è ispirata una commedia, dal titolo I canonici, scritta da Massimo Brusasco e portata in scena nel 2018 nell'Alessandrino dalla Compagnia Teatrale Fubinese.

## Galleria d'immagini

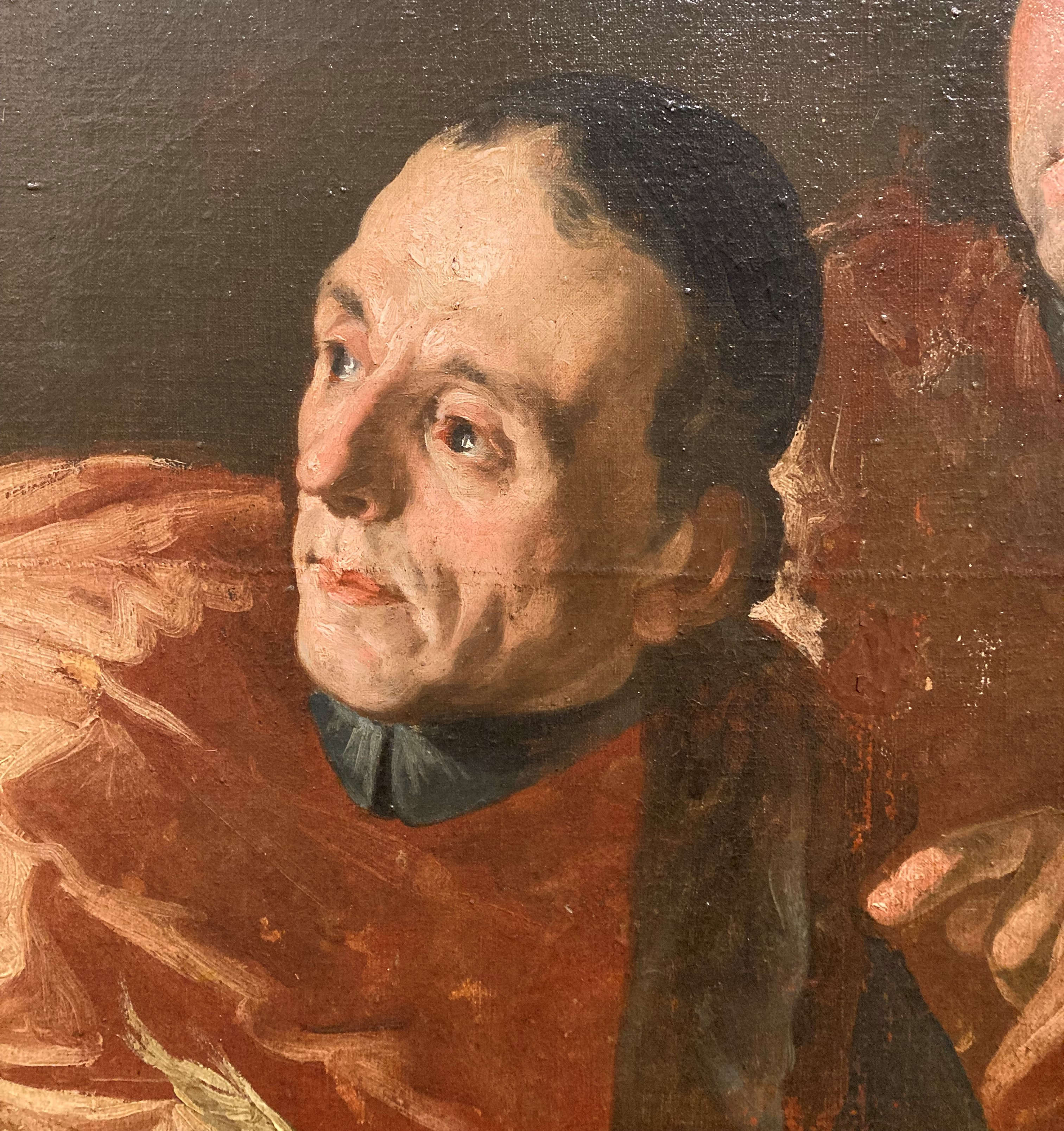
Dettaglio di un volto
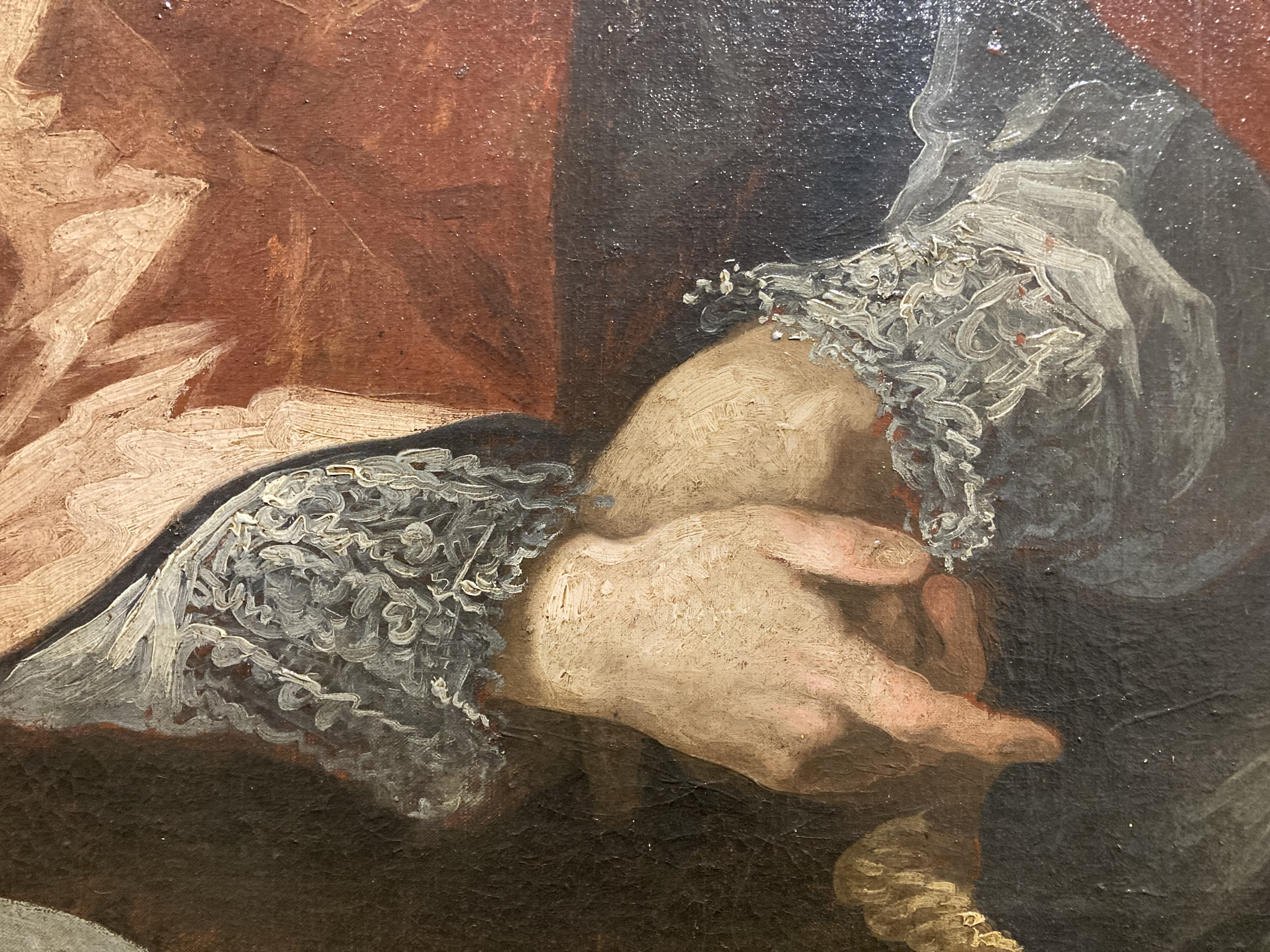
Dettaglio dei pizzi sulle maniche del rocchetto di un canonico
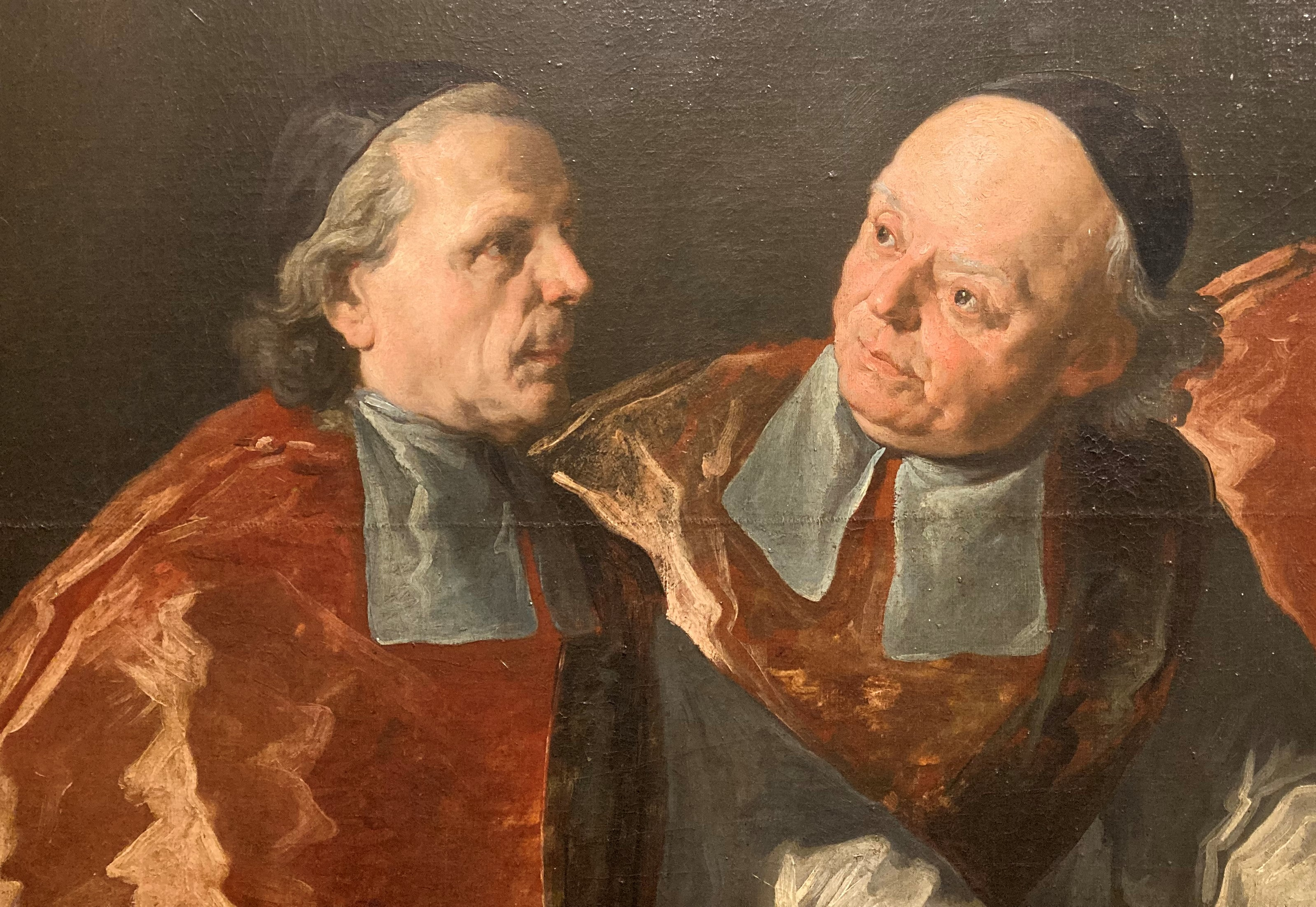
I volti di due canonici
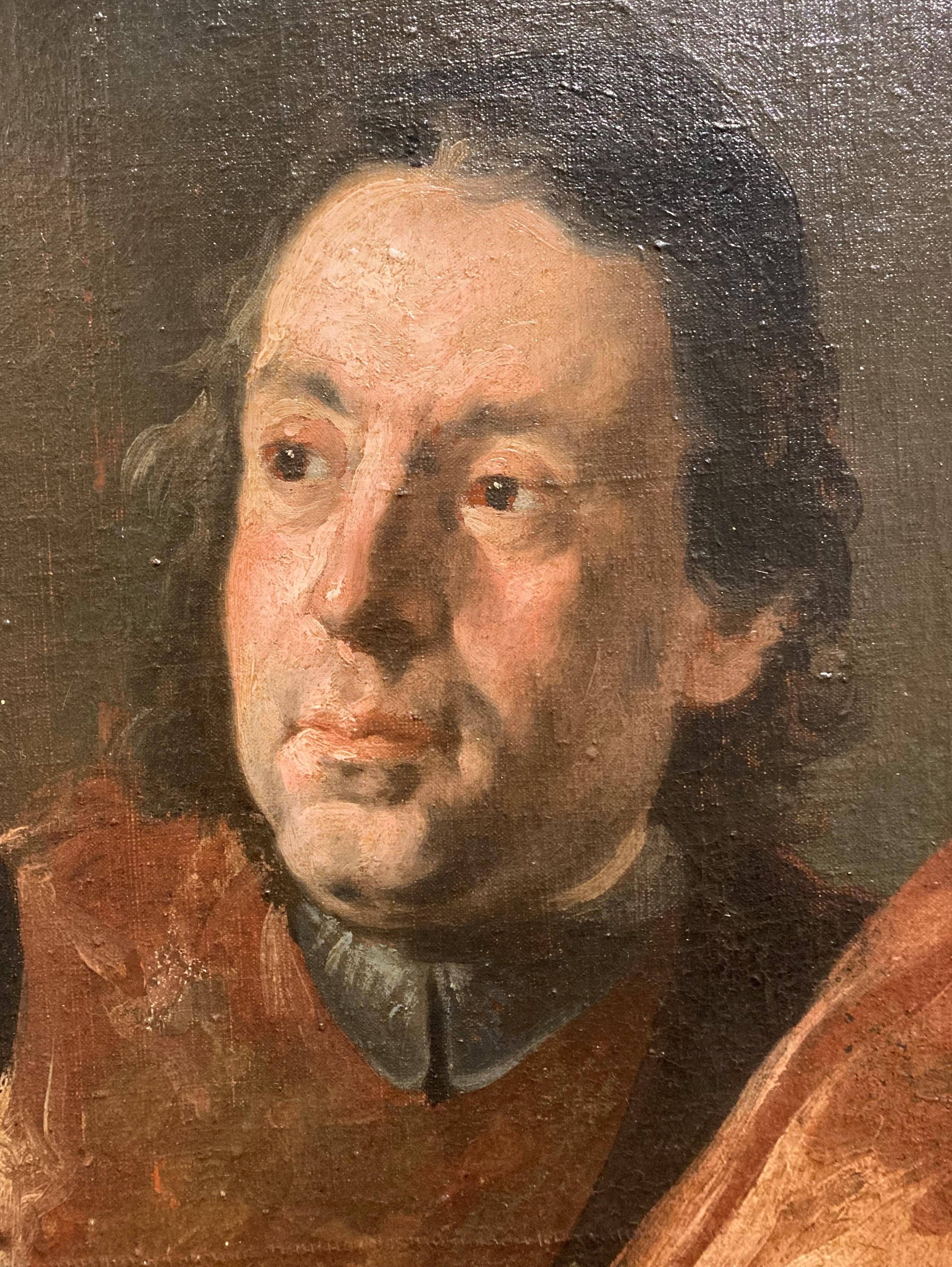
Dettaglio del volto di un canonico